# Atletica leggera ai Giochi della XXXIII Olimpiade - 1500 metri piani femminili
Ai Giochi della XXXIII Olimpiade la competizione dei 1500 metri piani femminili si è svolta nei giorni 6, 7, 8 e 10 agosto 2024 presso lo Stade de France di Parigi.

## Presenze ed assenze delle campionesse in carica
| Competizione         | Atleta         | Prestazione | Parigi 2024 |
| -------------------- | -------------- | ----------- | ----------- |
| Olimpiadi 2020       | Faith Kipyegon | 3'53”11     | Presente    |
| Africani 2022        | Winny Chebet   | 4'16”10     | Non qual.   |
| Commonwealth 2022    | Laura Muir     | 4'02”75     | Presente    |
| Asiatici 2022        | Winfred Yavi   | 4'11”65     | 3000 siepi  |
| Panamericani 2023    | Joselyn Brea   | 4'11”80     | 5000 m      |
| Mondiali 2023        | Faith Kipyegon | 3'54”87     | Presente    |
| Europei 2024         | Ciara Mageean  | 4'04”66     | Presente    |
|                      |                |             |             |
| Mondiali junior 2022 | Birke Haylom   | 4'04”27     | Presente    |

1. ↑  Di origine kenyota.

1. ↑  Sotto la bandiera della Gran Bretagna.

## La gara
La favorita assoluta della competizione è la keniota Faith Kipyegon, vincitrice delle due precedenti Olimpiadi (Rio de Janeiro 2016 e 
Tokyo 2020) e primatista mondiale. Sebbene abbia lottato contro un piccolo infortunio all'inizio della stagione, ha mostrato un'ottima forma dopo il ritorno alle gare. Il 7 luglio ha battuto il suo precedente record mondiale al meeting di Parigi della Diamond League. 
Anche l'etiope Gudaf Tsegay è arrivata alle Olimpiadi con risultati simili, avendo stabilito un record mondiale nei 5000 metri nel settembre 2023, ed avendo stabilito il secondo miglior tempo dell'anno sui 1500 vincendo il meeting di apertura della Diamond League (Xiamen, 20 aprile).
Già al primo turno si verifica uno sprint interessante: Gudaf Tsegay batte sul filo di lana Laura Muir e realizza il miglior tempo delle tre serie: 3'58”84. Le altre batterie sono vinte da, Diribe Welteji (Eth) e Nelly Chepchirchir (Ken). Le vincitrici dei turni di ripescaggio sono l'etiope Birke Haylom (Eth), davanti all'italiana Ludovica Cavalli, e l'altra italiana Sintayehu Vissa.

Alla prima semifinale partecipano: Faith Kipyegon e Nelly Chepchirchir per il Kenya, Birke Haylom per l'etiopia e le due britanniche Georgia Bell e Laura Muir. La Kipyegon si impone in 3'58”64; le due britanniche forniscono una buona prova e si qualificano. Invece restano fuori dalla finale  Chepchirchir e Haylom. Esce anche Ludovica Cavalli. La seconda semifinale è molto più veloce: prevale  Diribe Welteji su Jessica Hull (Aus) in 3'55”10. Gudaf Tsegay è terza. Ben 12 atlete su 13 fanno meglio delle sei qualificate della prima semifinale. Ma il regolamento prevede che passino il turno le prime sei di ogni serie, indipendentemente dal tempo. Quindi rimangono fuori Weronika Lizakowska (Pol), Marta Pérez (Spa) e Sintayehu Vissa (Italia), nonostante abbiano battuto i rispettivi record nazionali.
In finale si mette in testa al gruppo Gudaf Tsegay. Dopo 400 metri Faith Kipyegon si colloca al secondo posto, posizione dalla quale controlla abilmente la gara. Tsegay riesce a mantenere la prima posizione fino ai 1000 metri, ma ma quando le atlete passano sotto il traguardo per compiere l'ultimo giro, affonda al settimo posto. A questo punto, Kipyegon prende la corda. Sul rettifilo opposto a quello d'arrivo la keniota accelera l'andatura. La seguono solo in tre: Diribe Welteji (Eth), Jessica Hull (Aus) e Georgia Bell (GB). La Kipyegon continua imperterrita la sua azione e dà uno strappo ulteriore sul rettilineo finale. Vince in 3'51”29, nuovo record olimpico.
Dietro di lei è bagarre tra Diribe Welteji e Jessica Hull, con l'australiana che prevale e va a cogliere l'argento. La Welteji è superata anche dalla Bell che conquista la medaglia di bronzo con il nuovo record nazionale.

### Nuovi record
Nel corso della competizione sono stati stabiliti il nuovo record olimpico e tre nuovi record nazionali:
Record olimpico
- 3'51”29: Faith Kipyegon (Kenya), Finale

Record nazionali
- 4'02"20: Maia Ramsden (Nuova Zelanda), Semifinali 1ª serie;
- 3'56”69: Agathe Guillermot (Francia), Semifinali 2ª serie;
- 3'57”31: Weronika Lizakowska (Polonia), Semifinali 2ª serie;
- 3'57”75: Marta Pérez (Spagna), Semifinali 2ª serie;
- 3'58”11: Sintayehu Vissa (Italia), Semifinali 2ª serie;
- 3'52”61: Georgia Bell (Gran Bretagna), Finale.

## Risultati
La competizione ha subito una modifica con l'introduzione di una fase di ripescaggio. Nel primo turno si disputano tre batterie, con le prime sei classificate di ogni batteria (Q) che accedono direttamente alle semifinali. Tutte le altre vanno al turno di ripescaggio (tranne coloro che non hanno finito la gara o sono state squalificate).

Il turno di ripescaggio si compone di due batterie. Accedono alle semifinali le prime tre classificate di ciascuna serie ({{RS|Q}

### Batterie

#### Batteria 1
| Pos. | Atleta               | Nazione       | Tempo   | Note |
| ---- | -------------------- | ------------- | ------- | ---- |
| 1    | Gudaf Tsegay         | Etiopia       | 3’58”84 | Q    |
| 2    | Laura Muir           | Gran Bretagna | 3’58”91 | Q    |
| 3    | Susan Ejore          | Kenya         | 3’59”01 | Q    |
| 4    | Georgia Griffith     | Australia     | 3’59”22 | Q    |
| 5    | Agathe Guillemot     | Francia       | 3’59”22 | Q    |
| 6    | Emily Mackay         | Stati Uniti   | 3’59”63 | Q    |
| 7    | Sophie O'Sullivan    | Irlanda       | 4’00”23 | Ri,  |
| 8    | Sintayehu Vissa      | Italia        | 4’00”69 | Ri,  |
| 9    | Águeda Marqués       | Spagna        | 4’01”60 | Ri,  |
| 10   | Lucia Stafford       | Canada        | 4’02”22 | Ri   |
| 11   | Nozomi Tanaka        | Giappone      | 4’04”28 | Ri   |
| 12   | Vera Hoffmann        | Lussemburgo   | 4’07”64 | Ri   |
| 13   | Adelle Tracey        | Giamaica      | 4’09”33 | Ri   |
| 14   | Aleksandra Płocińska | Polonia       | 4’10"12 | Ri   |
| 15   | Joselyn Brea         | Venezuela     | 4’13"77 | Ri   |

#### Batteria 2
| Pos. | Atleta              | Nazione       | Tempo   | Note |
| ---- | ------------------- | ------------- | ------- | ---- |
| 1    | Diribe Welteji      | Etiopia       | 3’59”73 | Q    |
| 2    | Georgia Bell        | Gran Bretagna | 4’00”29 | Q    |
| 3    | Nikki Hiltz         | Stati Uniti   | 4’00”42 | Q    |
| 4    | Faith Kipyegon      | Kenya         | 4’00”74 | Q    |
| 5    | Weronika Lizakowska | Polonia       | 4’01”54 | Q,   |
| 6    | Maia Ramsden        | Nuova Zelanda | 4’02”83 | Q    |
| 7    | Sarah Healy         | Irlanda       | 4’02”91 | Ri   |
| 8    | Linden Hall         | Australia     | 4’03”89 | Ri   |
| 9    | Simone Plourde      | Canada        | 4’06”59 | Ri   |
| 10   | Esther Guerrero     | Spagna        | 4’06”60 | Ri   |
| 11   | Nele Weßel          | Germania      | 4’08”55 | Ri   |
| 12   | Sara Lappalainen    | Finlandia     | 4’08”66 | Ri   |
| 13   | Yume Goto           | Giappone      | 4’09”41 | Ri,  |
| 14   | Federica Del Buono  | Italia        | 4’10”14 | Ri   |
| 15   | María Pía Fernández | Uruguay       | 4:19"30 | Ri   |

#### Batteria 3
| Pos. | Atleta                 | Nazione                   | Tempo   | Note |
| ---- | ---------------------- | ------------------------- | ------- | ---- |
| 1    | Nelly Chepchirchir     | Kenya                     | 4’02”67 | Q    |
| 2    | Jessica Hull           | Australia                 | 4’02”70 | Q    |
| 3    | Elle St. Pierre        | Stati Uniti               | 4’03”22 | Q    |
| 4    | Klaudia Kazimierska    | Polonia                   | 4’03”49 | Q    |
| 5    | Salomé Afonso          | Portogallo                | 4’04”42 | Q,   |
| 6    | Marta Pérez            | Spagna                    | 4’04”94 | Q    |
| 7    | Kristiina Sasínek Mäki | Rep. Ceca                 | 4’06”97 | Ri   |
| 8    | Revée Walcott-Nolan    | Gran Bretagna             | 4’06”44 | Ri   |
| 9    | Elise Vanderelst       | Belgio                    | 4’06”95 | Ri,  |
| 10   | Winnie Nanyondo        | Uganda                    | 4’07”06 | Ri   |
| 11   | Birke Haylom           | Etiopia                   | 4’07”15 | Ri   |
| 12   | Kate Current           | Canada                    | 4’09”81 | Ri   |
| 13   | Ludovica Cavalli       | Italia                    | 4’11”68 | Ri   |
| 14   | Farida Abaroge         | Atleti Olimpici Rifugiati | 4’29”27 | Ri   |

### Ripescaggi
Le prime tre di ogni batteria di ripescaggio (Q) accedono alle semifinali.

#### Ripescaggio 1
| Pos. | Atleta             | Nazione                   | Tempo   | Note |
| ---- | ------------------ | ------------------------- | ------- | ---- |
| 1    | Birke Haylom       | Etiopia                   | 4’01”47 | Q    |
| 2    | Ludovica Cavalli   | Italia                    | 4’02”46 | Q    |
| 3    | Esther Guerrero    | Spagna                    | 4’03”15 | Q    |
| 4    | Sophie O'Sullivan  | Irlanda                   | 4’03”73 |      |
| 5    | Lucia Stafford     | Canada                    | 4’04”26 |      |
| 6    | Joselyn Brea       | Venezuela                 | 4’05”93 |      |
| 7    | Federica Del Buono | Italia                    | 4’06”00 |      |
| 8    | Winnie Nanyondo    | Uganda                    | 4’06”35 |      |
| 9    | Nele Weßel         | Germania                  | 4’07”22 |      |
| 10   | Kate Current       | Canada                    | 4’08”91 |      |
| 11   | Yume Goto          | Giappone                  | 4’10”40 |      |
| 12   | Farida Abaroge     | Atleti Olimpici Rifugiati | 4’30”53 |      |
|      | Sara Lappalainen   | Finlandia                 |         | NP   |

#### Ripescaggio 2
| Pos. | Atleta                 | Nazione       | Tempo   | Note |
| ---- | ---------------------- | ------------- | ------- | ---- |
| 1    | Sintayehu Vissa        | Italia        | 4’06”71 | Q    |
| 2    | Revée Walcott-Nolan    | Gran Bretagna | 4’06”73 | Q    |
| 3    | Águeda Marqués         | Spagna        | 4’07”05 | Q    |
| 4    | Sarah Healy            | Irlanda       | 4’07”60 |      |
| 5    | Kristiina Sasínek Mäki | Rep. Ceca     | 4’07”80 |      |
| 6    | Simone Plourde         | Canada        | 4’08”49 |      |
| 7    | Elise Vanderelst       | Belgio        | 4’08”86 |      |
| 8    | Linden Hall            | Australia     | 4’09”05 |      |
| 9    | Aleksandra Płocińska   | Polonia       | 4’09”47 |      |
| 10   | Vera Hoffmann          | Lussemburgo   | 4’11”28 |      |
| 11   | Adelle Tracey          | Giamaica      | 4’14”52 |      |
| 12   | María Pía Fernández    | Uruguay       | 4’16”46 |      |

### Semifinali
Le prime sei di ogni semifinale (Q) si qualificano per la finale. 

#### Semifinale 1
| Pos. | Atleta              | Nazione       | Tempo   | Note             |
| ---- | ------------------- | ------------- | ------- | ---------------- |
| 1    | Faith Kipyegon      | Kenya         | 3’58”64 | Q                |
| 2    | Georgia Bell        | Gran Bretagna | 3’59”49 | Q                |
| 3    | Elle St. Pierre     | Stati Uniti   | 3’59”74 | Q                |
| 4    | Laura Muir          | Gran Bretagna | 3’59”83 | Q                |
| 5    | Klaudia Kazimierska | Polonia       | 4’00”21 | Q,               |
| 6    | Águeda Marqués      | Spagna        | 4’01”90 | Q                |
| 7    | Esther Guerrero     | Spagna        | 4’01”94 |                  |
| 8    | Maia Ramsden        | Nuova Zelanda | 4’02”20 | Record nazionale |
| 9    | Georgia Griffith    | Australia     | 4’02”69 |                  |
| 10   | Birke Haylom        | Etiopia       | 4’03”11 |                  |
| 11   | Nelly Chepchirchir  | Kenya         | 4’03”24 |                  |
| 12   | Ludovica Cavalli    | Italia        | 4’03”59 |                  |

#### Semifinale 2
| Pos. | Atleta              | Nazione       | Tempo   | Note                          |
| ---- | ------------------- | ------------- | ------- | ----------------------------- |
| 1    | Diribe Welteji      | Etiopia       | 3’55”10 | Q                             |
| 2    | Jessica Hull        | Australia     | 3’55”40 | Q                             |
| 3    | Nikki Hiltz         | Stati Uniti   | 3’56”17 | Q                             |
| 4    | Gudaf Tsegay        | Etiopia       | 3’56”41 | Q                             |
| 5    | Susan Ejore         | Kenya         | 3’56”57 | Q,                            |
| 6    | Agathe Guillemot    | Francia       | 3’56”69 | Q,                            |
| 7    | Weronika Lizakowska | Polonia       | 3’57”31 | Record nazionale              |
| 8    | Marta Pérez         | Spagna        | 3’57”75 | Record nazionale              |
| 9    | Revée Walcott-Nolan | Gran Bretagna | 3’58”08 | Miglior prestazione personale |
| 10   | Sintayehu Vissa     | Italia        | 3’58”11 | Record nazionale              |
| 11   | Nozomi Tanaka       | Giappone      | 3’59”70 |                               |
| 12   | Salomé Afonso       | Portogallo    | 3’59”96 | Miglior prestazione personale |
| 13   | Emily Mackay        | Stati Uniti   | 4’02”03 |                               |

### Finale
| Pos.    | Atleta              | Nazione       | Tempo   | Note                          |
| ------- | ------------------- | ------------- | ------- | ----------------------------- |
| Oro     | Faith Kipyegon      | Kenya         | 3’51”29 | Record olimpico               |
| Argento | Jessica Hull        | Australia     | 3’52”56 |                               |
| Bronzo  | Georgia Bell        | Gran Bretagna | 3’52”61 | Record nazionale              |
| 4       | Diribe Welteji      | Etiopia       | 3’52”75 | Miglior prestazione personale |
| 5       | Laura Muir          | Gran Bretagna | 3’53”37 | Miglior prestazione personale |
| 6       | Susan Ejore         | Kenya         | 3’56”07 | Miglior prestazione personale |
| 7       | Nikki Hiltz         | Stati Uniti   | 3’56”38 |                               |
| 8       | Elle St. Pierre     | Stati Uniti   | 3’57”52 |                               |
| 9       | Agathe Guillemot    | Francia       | 3’59”08 |                               |
| 10      | Klaudia Kazimierska | Polonia       | 4’00”12 | Miglior prestazione personale |
| 11      | Águeda Marqués      | Spagna        | 4’00”31 | Miglior prestazione personale |
| 12      | Gudaf Tsegay        | Etiopia       | 4’01”27 |                               |